# Runde Miljøsenter

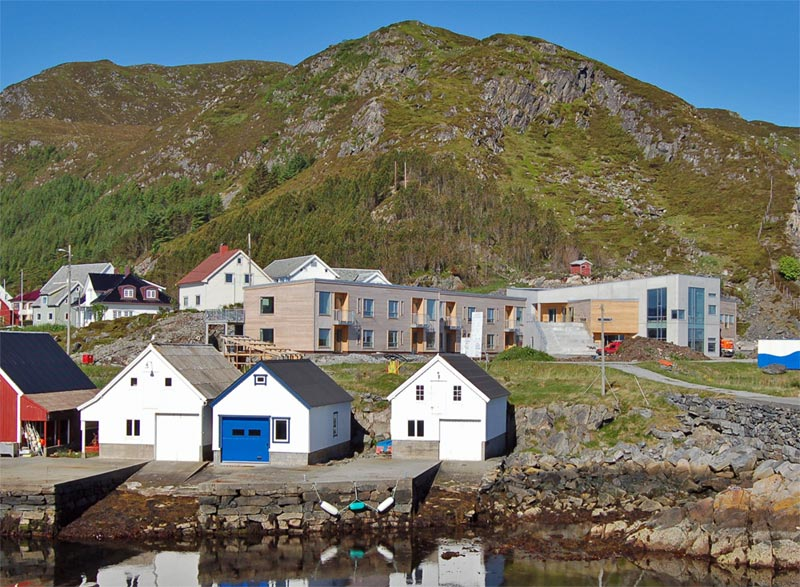
Runde Miljøsenter am 30. Mai 2009

Das Runde Miljøsenter (Runde Umweltzentrum) ist ein Forschungsinstitut auf der westnorwegischen Insel Runde. Eröffnet wurde das neu gebaute Umweltzentrum am 1. Oktober 2009 durch den Fylkesordførar von Møre og Romsdal Olav Bratland.

## Forschungsgebiete
Kernaufgabe des Runde Miljøsenters ist die Bereitstellung von Infrastruktur für die Umweltforschung und Umweltbildung.
Das Umweltzentrum bietet Forschern verschiedener wissenschaftlicher Disziplinen wie Biologie, Ozeanographie, Geologie, Meteorologie sowie Umweltwissenschaften Möglichkeiten zur Forschung. Außerdem forscht das Runde Miljøsenter auf dem Gebiet der Energiegewinnung aus dem Meer wie Gezeiten- und Wellenkraftwerke und der Ökoeffektivität (Cradle to Cradle). Ein solches Wellenkraftwerk wurde zu Forschungszwecken im September 2009 vor der Insel Runde installiert, musste aber schon nach kurzer Zeit wegen technischer Probleme wieder stillgelegt und demontiert werden.

## Informationszentrum
Für Besucher und Touristen soll ein Informations- und Bildungsteil eingerichtet werden, der über aktuelle Forschungsaktivitäten informiert.
Ausstellungen über Umwelt, Klima, Biodiversität der Insel und maritime Ressourcennutzung sind geplant. Eine weitere Ausstellung widmet sich dem 1725 vor Runde gesunkenen holländischen Ostindien-Segler Akerendam.  Gezeigt wird ein Teil der Exponate aus dem Bergens Seefahrtsmuseum.
Das Miljøsenter bietet auch Raum für Kurse, Konferenzen und Seminare verschiedener Art.
Im April 2013 konnte der bevorstehende Konkurs des Runde Miljøsenters durch öffentliche Gelder abgewendet werden.